# Zespół Schronisk pod Sosenką
Zespół Schronisk pod Sosenką – zespół kilku schronów jaskiniowych we wsi Ryczów, w województwie śląskim, w powiecie zawierciańskim, w gminie Ogrodzieniec. Wzniesienie to należy do mikroregionu Wyżyna Ryczowska na Wyżynie Częstochowskiej będącej częścią Wyżyny Krakowsko-Częstochowskiej.

## Opis obiektu
Zespół schronisk znajduje się na orograficznie lewych zboczach górnej części Wąwozu Ruska. W opisie jaskiń są one opisywane jako stoki Straszykowej Góry, według mapy wydawnictwa Expressmap są to stoki Ruskiej Góry. Schroniska znajdują się w niedużej wapiennej skałce na wysokości około 15 m nad dnem wąwozu. Ich zachodnie otwory wychodzą na bardzo strome zbocze tego wąwozu. Są to trzy schroniska powstałe na krzyżujących się szczelinach skalnych. Połączone są z sobą ciasnymi, niemożliwymi do przejścia szczelinami, tworzą jednak jedną całość.
- schronisko I: długość 18,7 m, deniwelacja 1,9 m,
- schronisko II: długość 14 m, deniwelacja 6,8 m,
- schronisko III: długość 7,70 m, deniwelacja 1,3 m[1].

Schroniska powstały na szczelinach w późnojurajskich wapieniach skalistych, ale ich korytarze zostały poszerzone przez wodę. Świadczą o tym występujące na ścianach formy erozyjne i korozyjne. Nacieki ubogie, złożone z nielicznych i częściowo zniszczonych grzybków naciekowych. Namulisko również ubogie, złożone z gliny i próchnicy, a w niektórych miejscach spąg jest skalisty. W wielu miejscach namulisko jest rozkopane przez zwierzęta, które chronią się w schroniskach.
Wskutek dużej ilości otworów schroniska są silnie przewiewne, wewnątrz jednak bardzo wilgotne, gdyż przez porowate ściany przesącza się woda. Najbardziej widne jest schronisko drugie (środkowe), które ma pionowy komin z otworem, przez który wpada światło. Pozostałe schroniska są ciemne. W otworach i w początkowych partiach korytarzyków rozwijają się glony, mchy i porosty, a przy pionowym otworze schroniska środkowego rośnie sosna. W korytarzach schronisk obserwowano duże ilości muchówek.

## Historia poznania i dokumentacji
Po raz pierwszy schroniska zostały wzmiankowane przez M. Szelerewicza i A. Górnego w 1986 r.  jako „Schronisko pod Sosenką”. W 1997 r. sporządzili oni ich dokumentację dla zarządu Jurajskich Parków Krajobrazowych woj. katowickiego. W 2009 r. dane zaktualizował A. Polonius, on też opracował plan schronisk. 

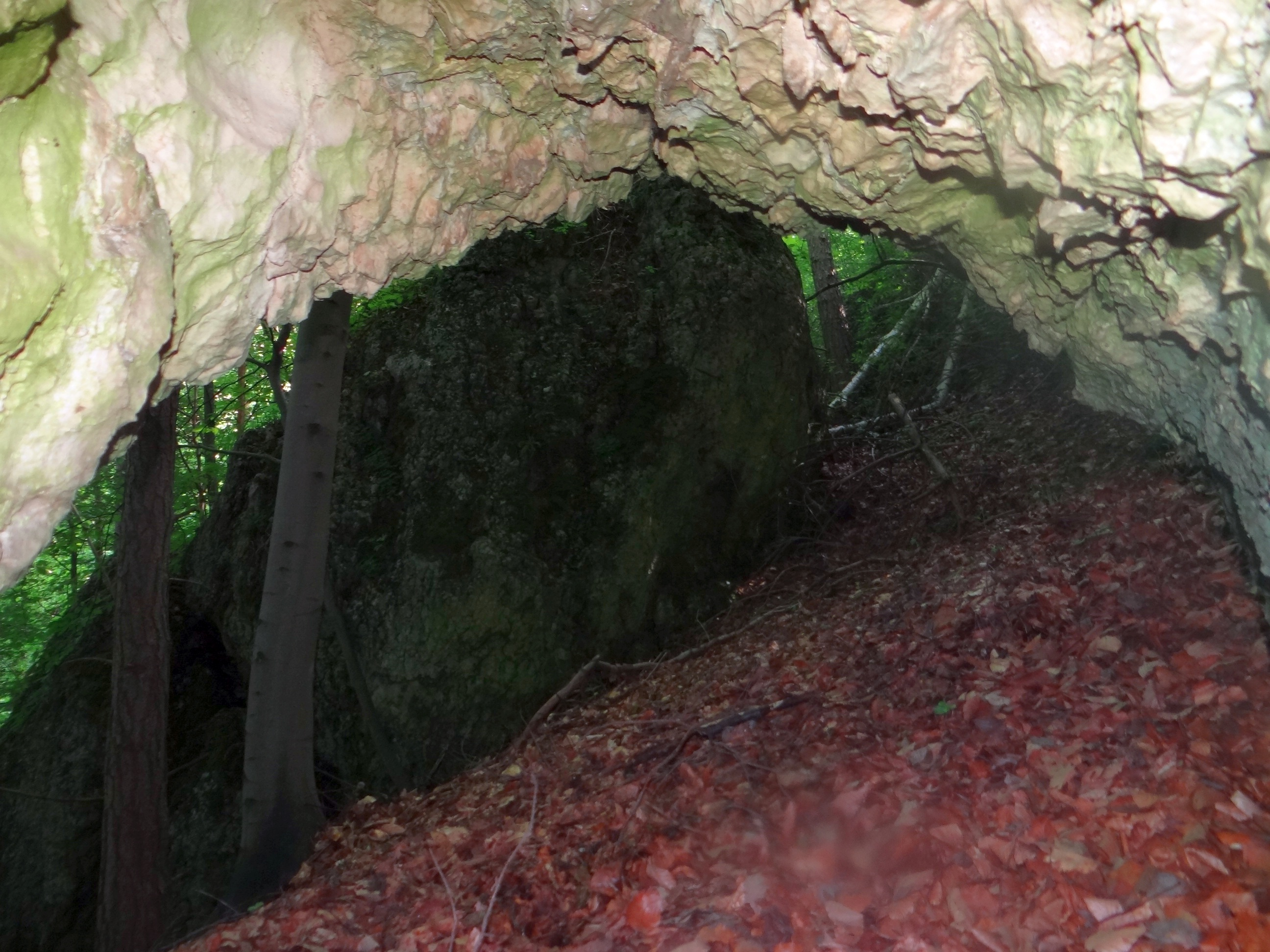
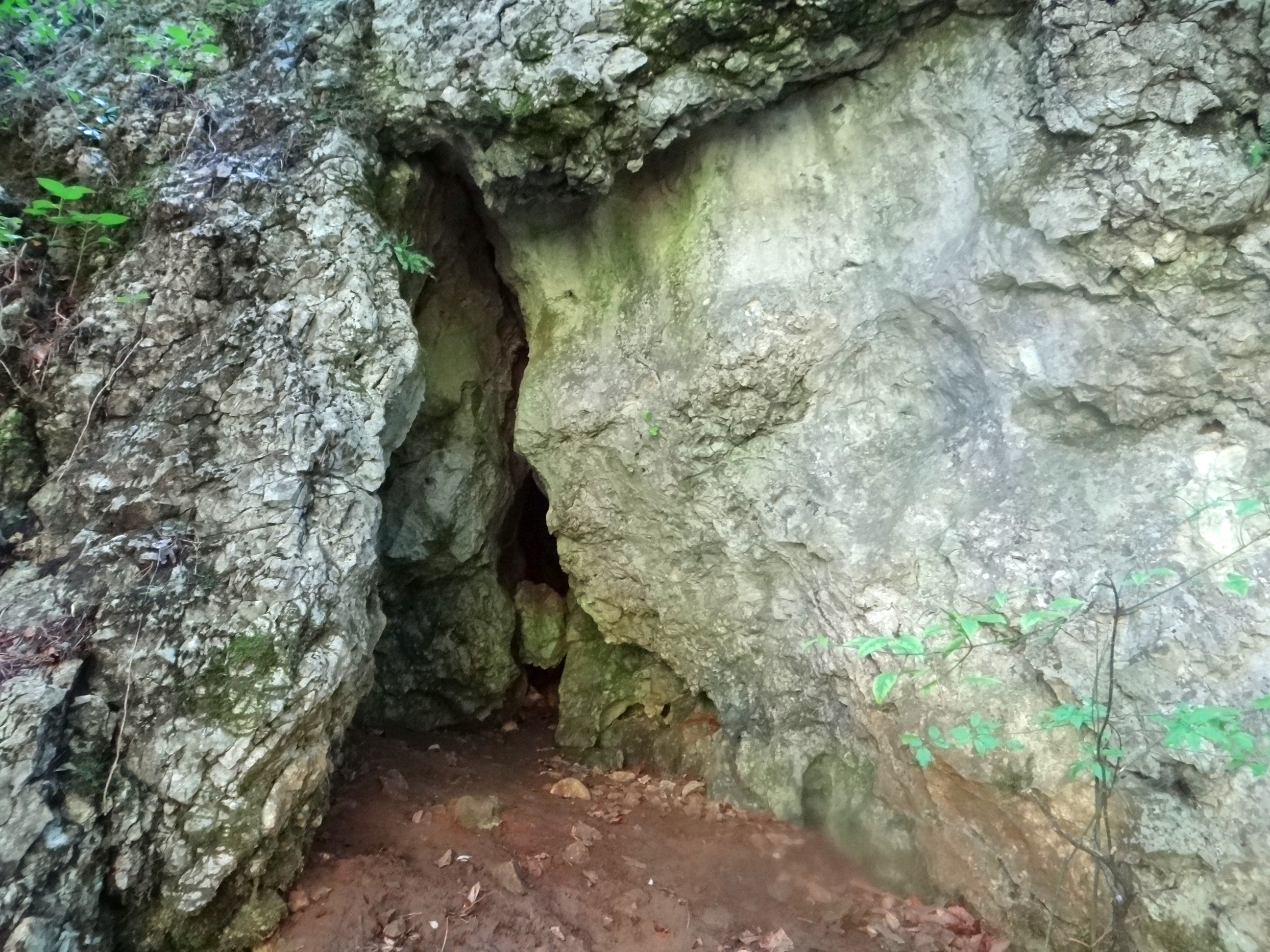
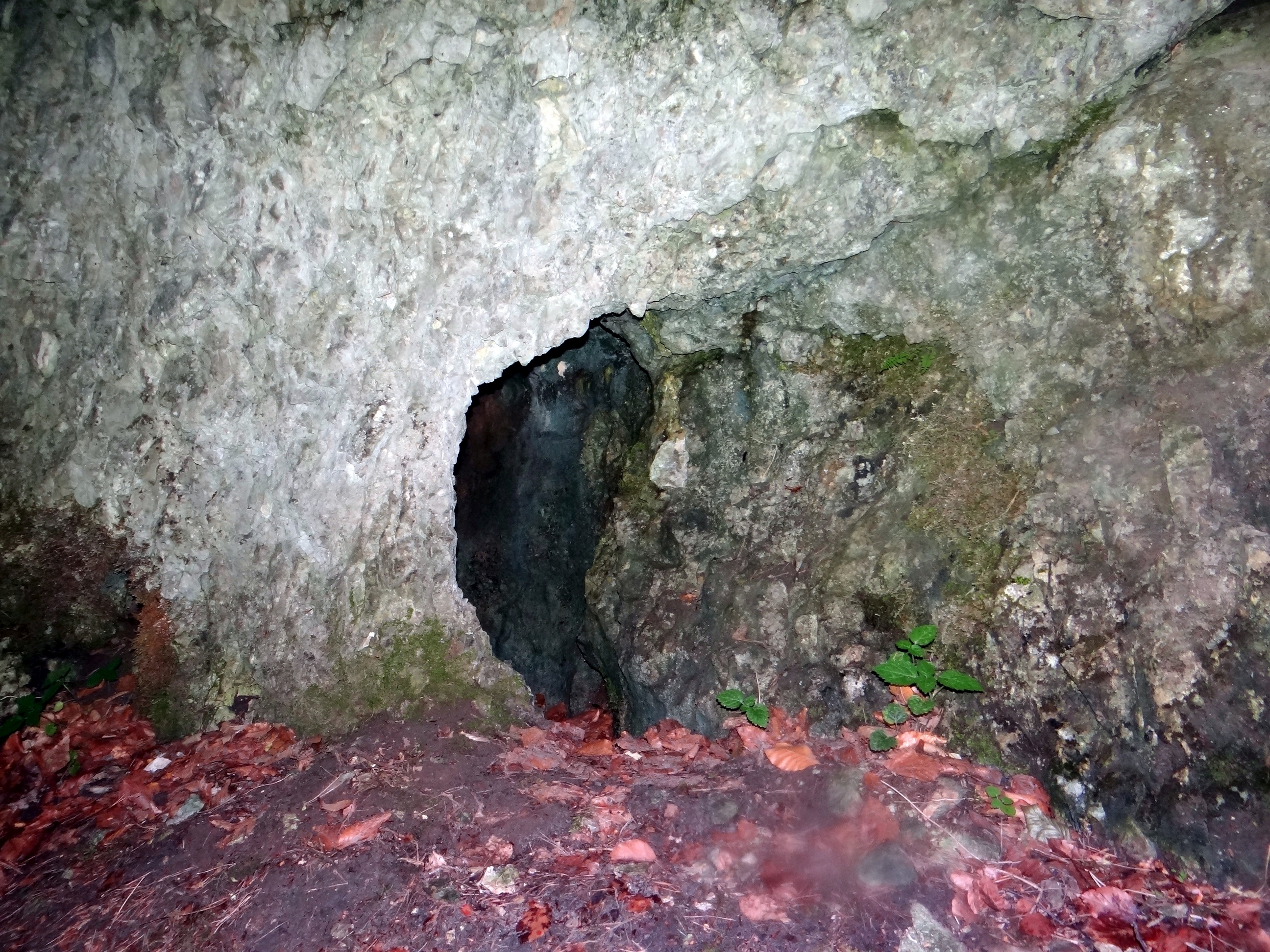
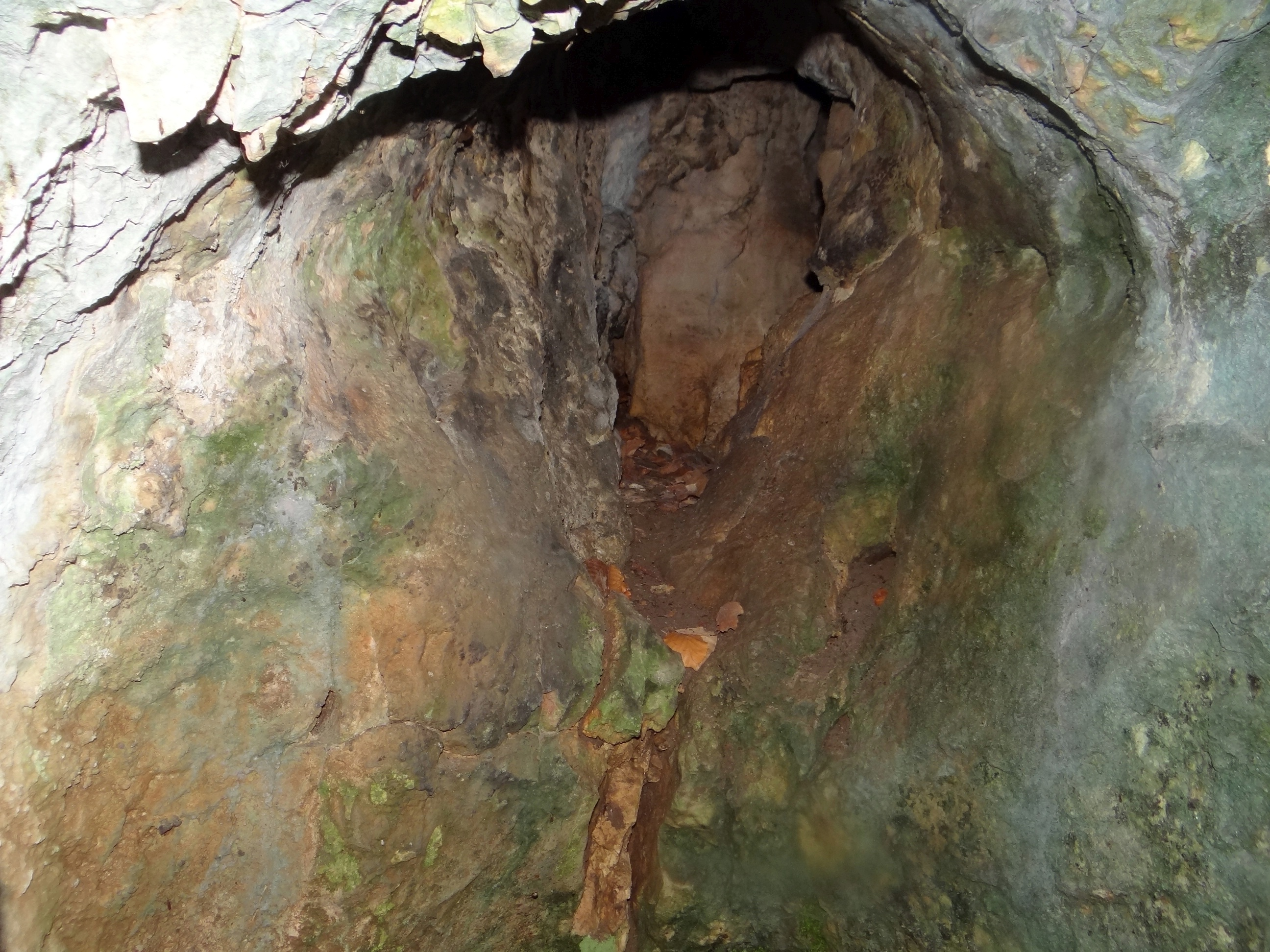
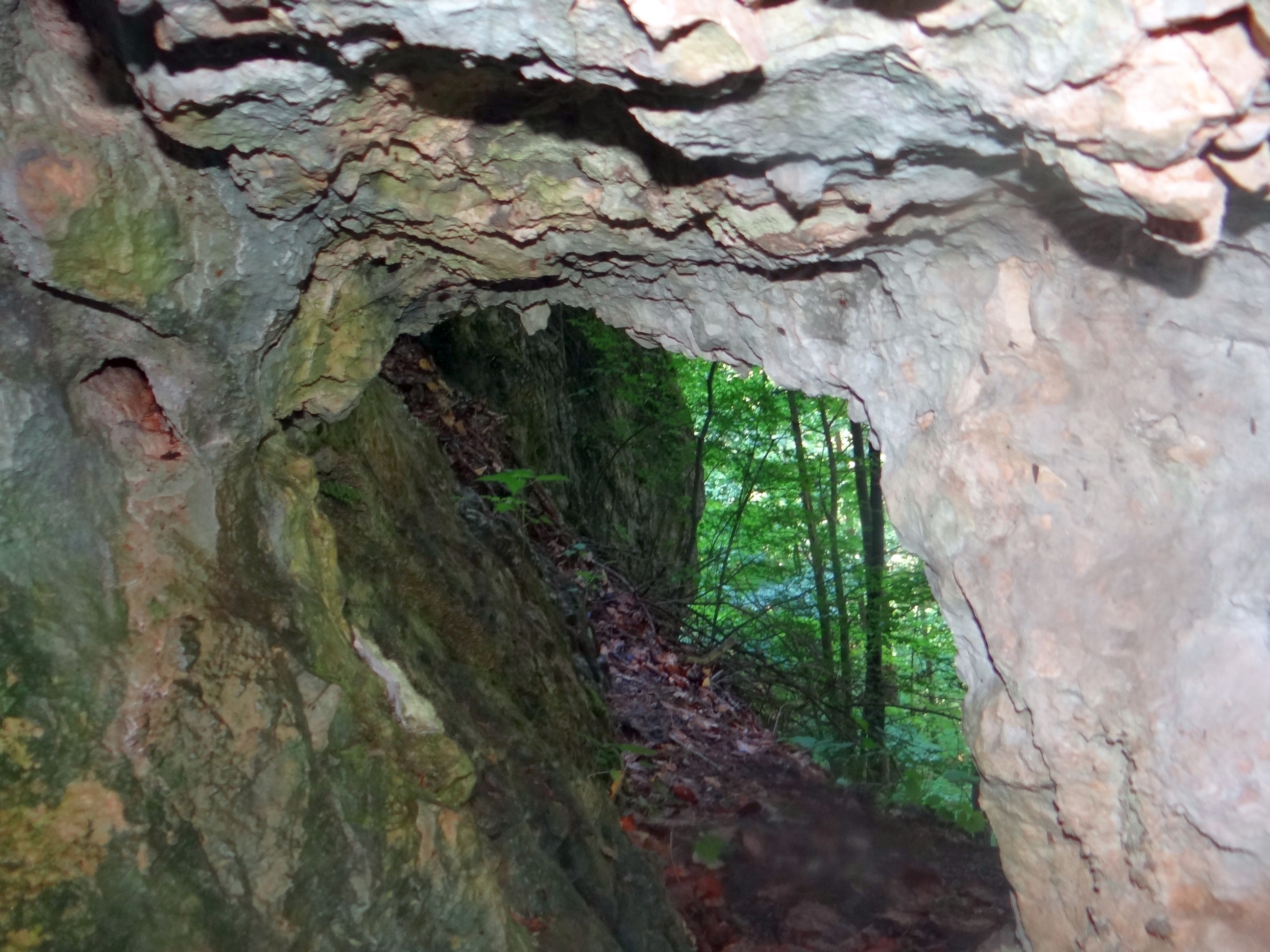